# نیاپولیس (کاریای باستان)
نیاپولیس (یونانی باستان: Νεάπολις)، شهری ساحلی در کاریای باستان، در نزدیکی میندوس بود که محل اقامت ولیعهد در آن بوده‌است. برخی از محققان مکان آن را در کاریاندا می‌دانند.